# Pleniglaciaal
| Serie                                        | Etage       | Sub-etage       | Chronozone       | Tijd geleden (jaar) |
| -------------------------------------------- | ----------- | --------------- | ---------------- | ------------------- |
| Pleistoceen                                  | Weichselien | Laat- glaciaal  | Bølling- Allerød | 12.850 - 14.650     |
| Pleistoceen                                  | Weichselien | Pleni- glaciaal |                  | 14.650-             |
| Pleistoceen                                  | Weichselien | Pleni- glaciaal | Denekamp         | 28.000 - 32.000     |
| Pleistoceen                                  | Weichselien | Pleni- glaciaal |                  |                     |
| Pleistoceen                                  | Weichselien | Pleni- glaciaal | Hengelo          | 36.900 - 38.700     |
| Pleistoceen                                  | Weichselien | Pleni- glaciaal |                  |                     |
| Pleistoceen                                  | Weichselien | Pleni- glaciaal | Moershoofd       |                     |
| Pleistoceen                                  | Weichselien | Pleni- glaciaal |                  |                     |
| Pleistoceen                                  | Weichselien | Pleni- glaciaal | Glinde           | 48.000 - 51.000     |
| Pleistoceen                                  | Weichselien | Pleni- glaciaal | Ebersdorf        |                     |
| Pleistoceen                                  | Weichselien | Pleni- glaciaal | Oerel            | 55.400 - 57.700     |
| Pleistoceen                                  | Weichselien | Pleni- glaciaal | Schalkholz       | -73.000             |
| Pleistoceen                                  | Weichselien | Vroeg           | Odderade         | ±74.000             |
| Blauw: Koud - Roze: Warm (kolom Chronozones) |             |                 |                  |                     |

Het Pleniglaciaal is een geologisch tijdperk, dat het koudste deel van het laatste glaciaal ("ijstijd"), het Weichselien, omvat. Het tijdvak Weichselien bestrijkt ook tijd voor en na het Pleniglaciaal. Het is daarom goed de term Pleniglaciaal te gebruiken als de laatste ijstijd in Europa in de nabijheid van de Scandinavische ijskap bedoeld wordt. Er zijn andere benamingen en onderverdelingen voor de ijstijd in andere gebieden (bijvoorbeeld in de Alpen, Noord-Amerika of de oceanen).
Het Pleniglaciaal is gedefinieerd als de periode tussen 73.000 tot 12.500 (= 14.650 werkelijke jaren) BP. Het beslaat daarmee het grootste en koudste gedeelte van het Weichselien glaciaal. Vooral aan het begin (rond 70.000 BP) en aan het eind van de periode (30.000-20.000 BP) was het langdurig zeer koud. Daartussen was er een afwisseling van koudere (stadialen) en betrekkelijk warmere perioden (interstadialen). Het klimaat schommelde dus veelvuldig in deze periode, maar was wel de hele periode duidelijk kouder dan in de huidige periode Holoceen: het interglaciaal dat volgde op het Weichselien.

## Klimaat
Tijdens het hele Pleniglaciaal lag er een ijskap over Scandinavië en aangrenzende gebieden. Ook in Schotland en op de Alpen lagen aanzienlijke ijskappen. Tijdens de koudste perioden binnen het Pleniglaciaal groeide de Scandinavische ijskap en lag haar ijsrand tot in Noord-Duitsland en tot in de Noordelijke Noordzee. Nederland werd in het Pleniglaciaal echter niet door landijs bedekt (in tegenstelling tot in een eerdere ijstijd). Europa tussen de ijskappen van Scandinavië, Groot-Brittannië en de Alpen kende een poolwoestijn en toendra landschap, in het zuiden met iets meer begroeiing dan in het noorden.
Er lag een grote hoeveelheid water opgeslagen in de ijskappen wereldwijd, waardoor de zeespiegel meer dan 100 m lager dan tegenwoordig stond. Een groot deel van de Noordzee bodem lag dan ook droog. De grote rivieren waren daardoor langer en voerden sneeuwsmeltwater af naar zee.
Het laatste deel van het Pleniglaciaal (Laat-Pleniglaciaal) tussen 28.000 en 12.500 (= 14.650 werkelijke jaren) BP was bijzonder koud. In Noord-Duitsland reikte het landijs tot aan de Elbe en langs de ijsrand ontstonden grote stuwwallen (Brandenburger stadium). Vanaf 18.000 jaar BP werd de ijskap steeds kleiner en begon de opwarming van het klimaat. Het ijs smolt langzaam af, waardoor de ijsrand terug trok, waarbij kleinere stuwwallen ontstonden (Pommerense stadium) in Noord-Duitsland en aangrenzend Polen.
In Nederland is dit de periode waarin het meest wijdverbreid dekzand werd afgezet, en in België en Midden Duitsland veel löss. Het is ook de periode waarin rivieren zoals de Rijn en de Maas zeer breed waren, en vrij veel, vrij grof sediment vervoerden. Hun afzettingen zijn in Limburg en aangrenzend Duitsland als rivierterrassen langs de huidige lopen bewaard gebleven (Laagterras). Rond 14.650 jaar geleden was er sprake van een duidelijke opwarming die wordt gezien als het begin van het Laatglaciaal.

## Mensen
Het wordt onwaarschijnlijk geacht, dat tijdens de koudste perioden van het Pleniglaciaal mensen in het noorden van Europa leefden. Wel kwamen tot ongeveer 30.000 jaar BP geïsoleerde groepen neanderthalers voor in Zuid- en Midden-Europa (het Neanderthal ligt langs de Rijn bij Düsseldorf en de schedels zijn zo'n 40.000 jaar oud). In zuidelijkere gebieden in Europa, zoals Frankrijk, Spanje, Hongarije en op de Balkan zijn veel meer vindplaatsen van archeologische culturen uit deze tijd.